# .350 Remington Magnum
El .350 Remington Magnum se introdujo en1965 por Remington Arms para el rifle Modelo 600, y más tarde fue ofrecido en el Modelo 660 y Modelo 700 de Remington, pero se interrumpió su producción en 1974 al no haber alcanzado las ventas esperadas.  
Remington ha también ofreció el Model Seven MS de su tienda de armas a la medida, además de una edición limitada deL Modelo 700 en años recientes, para después volver a recamararlo en el Modelo 673 Guide Rifle en el 2002 y en la pistola de tiro de largo alcance Remington XP-100.

## Historia
El diseño del .350 Remington Magnum es precursor a los Short Magnum actuales; un belted magnum cuyo competidor más cercano, el .35 Whelen, se basaba en un casquillo de .30-06 Springfield, al que se le había holgado el cuello, volviendo al .350 Rem Mag el más potente de los .35 y que podía ser usado en rifles compactos. Sin embargo, los escritores de la época prefirieron el .35 Whelen, basado en el casquillo del .30-06, el cual tenía la misma performance que el .350 Rem Mag en cañones cortos.
Para cuando Remington descontinuó el modelo 660, tanto el entonces nuevo Remington 700 como el Ruger M77 ofrecían como alternativa el .350 Rem Mag. Si bien estos rifles contaban con cañones de 22 pulgadas, que mejoraban la performance del calibre y reducían el retroceso, el daño por la reputación que ganó el calibre con las carabinas en las que se ofreció originalmente, lo cual generó que las ventas se mantuvieran bajas. 
Para 1997 Remington descontinuó la producción de munición, volviendo obsoleto al primer "Short Magnum". Sin embargo, debido al éxito comercial de la linea Winchester Short Magnum a inicios del siglo 21, Remington reintrodujo el cartucho así como un nuevo rifle para dispararlo.
Hoy el .350 Rem ha tenido cierto aumento en su popularidad debido a la reciente popularidad de los cartuchos con casquillos cortos, que usan mecanismos de la misma longitud que el .308 Winchester.

## Performance
La munición Remington Core Lokt utiliza un proyectil de 200 granos que ostenta una velocidad de salida de 2775 pies por segundo y una energía de 3419 pies libra, resultando en una trayectoria trayectoria aproximada de +2.7" a 100 yardas, +3" a 125 yardas, +1.3" a 200 yardas, -3" a 260 yardas, y -7.3" at 300 yardas. Con una rasante máxima para un cérvido de tamaño medio de (+/- 3") 260 yardas.

## Uso
El .350 Remington Magnum es un cartucho bastante potente, pero la longitud del almacén de los rifles comerciales limita el uso de proyectiles más pesados y largos, que ofrezcan mayores coeficientes balísticos. Aunque recargado con las cargas adecuadas, es capaz de abatir animales grandes a más de 500 yardas, su uso principal se da básicamente en rifles cortos para cacería en zonas de monte, a distancias razonables, donde el .350 Remington Magnum es capaz de abatir efectiva y humanamente cualquier especie de fauna cinegética de América del Norte.  

## Comparación
El .350 Rem. Mag. ofrece una balística similar al .35 Whelen, con un mecanismo de longitud corta que permite producir rifles más compactos. Con cañones de longitud similar, el .350 Rem supera la performance balística del .35 Whelen.